# 장혁진 (배우)
장혁진(본명 : 장석현, 1971년 8월 16일 ~ )은 대한민국의 배우이다. 1992년 연극배우 첫 데뷔하였다.

## 학력
- 구로고등학교 졸업
- 서울예술대학 연극과 전문학사(1993년 - 91학번)

## 출연작

### 영화
- 《룸》 (개봉 미정)
- 《공기살인》 (2022년) - 조 대표 역
- 《위험한 결혼》 (2020년) - 장인 역
- 《진범》 (2019년) - 박상민 역
- 《아버지의 전쟁》 (2018년) - 좌준위 역
- 《성난황소》 (2018년) - 최만식 역
- 《상류사회》 (2018년) - 남 사장 역
- 《머니백》 (2018년) - 포커판 사장 2 역
- 《대부업자: 소울 앤 캐시》 (2018년) - 바 의원 역
- 《나를 기억해》 (2018년) - 조영재 역
- 《프리즌》 (2017년) - 이 대표 역
- 《재심》 (2017년) - 법의학자 역
- 《졸업반》 (2016년) - 점백이 교수 역
- 《울이에게》 (2016년) - 아빠 역
- 《커튼콜》 (2016년) - 봉수 역
- 《스플릿》 (2016년) - 골프웨어남 역
- 《럭키》 (2016년) - 고급빌라 남 역
- 천만영화 《부산행》 (2016년) - 기철 역
- 《우리 연애의 이력》 (2016년) - 문 대표 역
- 《계춘할망》 (2016년) - 변 과장 역
- 《아일랜드 - 시간을 훔치는 섬》 (2015년)
- 《내부자들》 (2015년) - 영화감독 역
- 《강남 1970》 (2015년) - 고물상주인 역
- 《발광하는 현대사》 (2014년) - 춘배 역
- 《고해》 (2014년) - 토마스 신부 역
- 《피해자들》 (2014년) - 선배형사 역
- 《우리별 일호와 얼룩소》 (2014년) - 사채업자 / 교수 / 놀이터경찰 역
- 《관능의 법칙》 (2014년) - 형사 역
- 《사이비》 (2013년) - 도박판 남자 2 & 목사 & 교회 연기자 2 & 마을주민 & 노래방손님 2 & 경찰 2 역
- 《노리개》 (2013년) - 최철수 감독 역
- 《베드》 (2013년) - B 역
- 《모크샤》 (2012년) - 성하 역
- 《참을 수 없는》 (2010년) - 아르바이트 매니저 역
- 《무법자》 (2010년) - 발바리 역
- 《태양의 이면》 (2006년) - 동근 역
- 《중천》 (2006년) - 주민 1 역
- 《호랑이 프로젝트》 (2004년) - 남산 사내 역
- 《바이칼》 (2004년)
- 《가족》 (2004년) - 의사 역
- 《아라한 장풍 대작전》 (2004년) - 분석관 2 역
- 《싱글즈》 (2003년) - 마 실장 역

### 드라마
- 2007년 MBC 드라마넷 주말 특별기획 드라마 《별순검 시즌1》
- 2008년 OCN 4부작 금요 미니시리즈 《유혹의 기술》
- 2010년 MBC 수목 미니시리즈 《장난스런 키스》
- 2014년 OCN 일요 미니시리즈 《리셋》 ... 조봉학 역
- 2014년 OCN 금토 미니시리즈 《미생》 ... 문상필 역
- 2015년 MBC 월화 특별기획 대하사극 《화정》 ... 마루노 역
- 2015년 SBS 토요 미니시리즈 《심야식당》 ... 대리기사 역
- 2016년 tvN 금토 미니시리즈 《시그널》
- 2016년 KBS2 월화 미니시리즈 《뷰티풀 마인드》 ... 김수인 역
- 2016년 SBS 월화 미니시리즈 《낭만닥터 김사부》 ... 송현철 역
- 2017년 MBC 주말연속극 《불어라 미풍아》 ... 사채업자 역
- 2017년 KBS2 월화 미니시리즈 《완벽한 아내》 ... 박 사장 역 (특별출연)
- 2017년 SBS 드라마 스페셜 《수상한 파트너》 ... 방은호 계장 역
- 2017년 OCN 주말 미니시리즈 《구해줘》 ... 이강수 역
- 2017년 KBS2 수목 미니시리즈 《매드 독》 ... 박무신 역
- 2017년 tvN 수목 미니시리즈 《슬기로운 감빵생활》 ... 재벌2세(유한양) 아버지 유진호 역
- 2018년 tvN 주말 미니시리즈 《라이브》 ... 이주영 역
- 2018년 SBS 드라마 스페셜 《리턴》
- 2018년 SBS 4부작 특집 드라마 《EXIT》
- 2018년 KBS2 월화 미니시리즈 《러블리 호러블리》 ... 강태식 역
- 2018년 SBS 6부작 월화 미니시리즈 《사의 찬미》 ... 다우치 역
- 2019년 OCN 수목 미니시리즈 《빙의》 ... 김낙천 역
- 2019년 OCN 수목 미니시리즈 《달리는 조사관》 ... 장동석 역
- 2019년 SBS 금토 미니시리즈 《배가본드》 ... 김우기 역
- 2019년 SBS 월화 미니시리즈 《VIP》 ... 배도일 역
- 2020년 SBS 금토 미니시리즈 《낭만닥터 김사부 2》 ... 송현철 역
- 2020년 JTBC 월화 미니시리즈 《18 어게인》 ... 허웅기 역
- 2020년 OCN 월화 미니시리즈 《낮과 밤》 ... 장용식 역
- 2021년 SBS 금토 미니시리즈 《모범택시》 ... 최경구 주임 역
- 2021년 SBS 금토 미니시리즈 《지금, 헤어지는 중입니다》 ... 고광수 역
- 2022년 KBS2 월화 미니시리즈 《미남당》 ... 최영섭 역 (특별출연)
- 2022년 MBC 금토 미니시리즈 《빅마우스》 ... 최중락 역
- 2022년 MBC 금토 미니시리즈 《금수저》 ... 오 사장 역
- 2023년 SBS 금토 미니시리즈 《모범택시 시즌2》 ... 최경구 주임 역
- 2024년 SBS 금토 미니시리즈 《재벌X형사》 ... 왕종태 역
- 2024년 Disney+ 오리지널 미니시리즈 《로얄로더》 ... 추혁진 역
- 2024년 SBS 금토 미니시리즈 《7인의 부활》 ... 김도진 역
- 2024년 SBS 금토 미니시리즈 《커넥션》 … 황홍석 역
- 2024년 SBS 금토 미니시리즈 《굿파트너》 … 박종식 역 (특별출연)
- 2024년 ENA 월화 미니시리즈 《취하는 로맨스》 … 이 이장 역
- 2025년 SBS 금토 미니시리즈 《트라이 : 우리는 기적이 된다》 … 나규원 역

### 예능
- 《집사가 생겼다》 (O'live, 2017년)
- 《인생술집》 (tvN, 2018년)
- 《꼬리에 꼬리를 무는 그날 이야기》(SBS, 2022년,2023, 2024년)

### 연극
- 《놈놈놈》 - 승진 역
- 《급매 행복아파트 천사호》 - 철수 역
- 《날보러와요》
- 《목소리》
- 《3cm》 - 석현 역
- 《잊을 수 없는》 - 동건 역
- 《사랑했던 놈, 사랑하는 놈, 상관없는 놈》 - 이승진 역
- 《난타》
- 《모두 안녕하십니까》 - 조기사 역
- 《블랙코메디》 - 슈판찌히 역
- 《철수영희》 - 영배 역
- 《욕망이라는 이름의 전차》 - 파블로 역
- 《하땅세》 - 이기붕 역

### 뮤직비디오
- 노라조 - 사생결단 (2007년)
- BGH4 - A for you (2007년)
- 김광석 - 서른즈음에 (1994년)
- 김광석 - 그날들 (1993년)

## 수상 및 후보
| 연도 | 시상식       | 부문                           | 작품       | 결과 |
| ---- | ------------ | ------------------------------ | ---------- | ---- |
| 2019 | SBS 연기대상 | 베스트캐릭터상                 | VIP        | 후보 |
| 2023 | SBS 연기대상 | 시즌제 드라마 부문 남자 조연상 | 모범택시 2 | 수상 |